# José Natividad Macías Castorena
José Natividad Macías Castorena (1857 - 1948). Estudió en el Seminario de León y en la Escuela Nacional Preparatoria, así como en la Escuela Nacional de Jurisprudencia donde obtuvo el tituló de abogado en 1894. Fue maestro en la Escuela de Jurisprudencia de Guanajuato. A principios del siglo XX se trasladó a la Ciudad de México, a ejercer la abogacía, por invitación del Presidente Porfirio Díaz, luego de  haberlo derrotado en un negocio civil, defendiendo a Don Manuel Urquiza, destacado hacendado queretano.
Fue propietario de la hacienda de Chichimequillas, en el municipio de Silao, en Guanajuato. Autorizó que dentro de sus terrenos se construyera el primer monumento, previo al actual templo a Cristo Rey en el Cerro del Cubilete.
Diputado federal en la última legislatura porfirista (1908-1910), en donde trabó amistad con Venustiano Carranza. Volvió a ser diputado federal por el Distrito 11 de Guanajuato en la XXVI Legislatura, adscrito al Partido Nacional Antirreeleccionista. Fue encarcelado en Lecumberri cuando dicha legislatura fue disuelta por Victoriano Huerta.
Se unió al constitucionalismo, ocupando por primera vez la Rectoría de la Universidad Nacional. En Veracrúz, el "Primer Jefe Constitucionalista", Venustiano Carranza le encomendó elaborar el proyecto de Reforma a la Constitución Mexicana, cuyo proyecto sirvió al Constituyente de Querétaro para redactar la Constitución Política de 1917 fue elegido diputado constituyente por el Estado de Guanajuato. Encabezó en Querétaro junto con Luis Manuel Rojas y Félix F. Palavicini al grupo carrancista. Destacó su participación en la redacción del artículo 123 de la nueva constitución.
Durante su primer rectorado al frente de la Universidad, se dio a la tarea de revisar el presupuesto de la institución concluyendo, el 5 de marzo de 1916, que la enseñanza superior en las facultades y escuelas fuera de paga y a razón de cinco pesos mensuales por alumno. Fue jefe del departamento Universitario y de las Bellas Artes. Como rector de la UNAM apoyó la creación de la Escuela Nacional de Química Industrial, antecedente de lo que sería la Facultad de Química de la Universidad Nacional Autónoma de México, inaugurando sus instalaciones en septiembre de 1916. 
En 1917 asume de nuevo la Rectoría de la Universidad Nacional, destacando durante su gestión la formación de laboratorios de investigación.

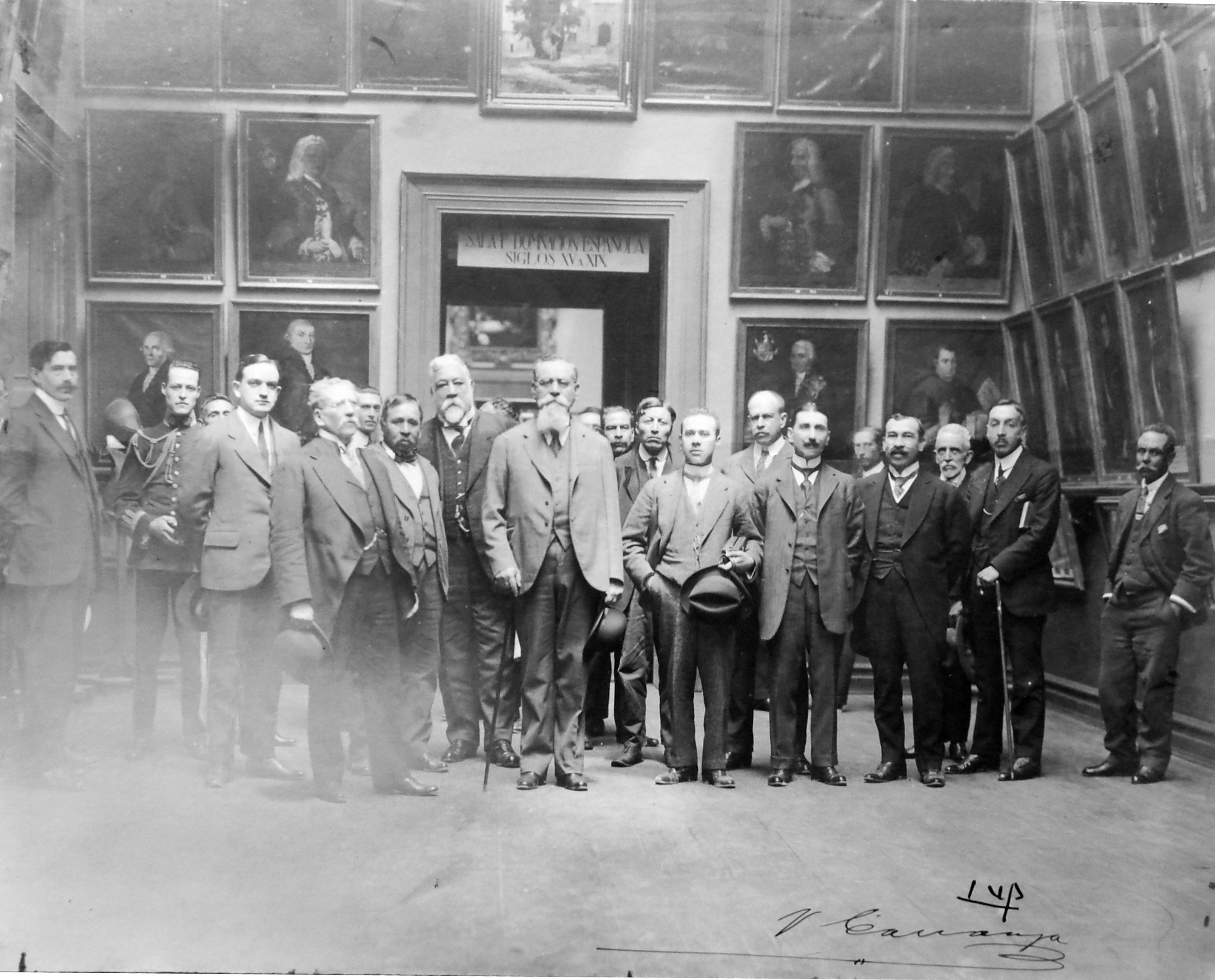

En 1920, acompañó al Presidente Carranza en su huida hacia Veracrúz, separándose de él en la comunidad de Aljibes, en donde el convoy carrancista fue atacado por las fuerzas obregonistas. Fue hecho prisionero y encarcelado de nuevo en Lecumberri. Después de meses de cautiverio, fue puesto en libertad a condición de que abandonara el país. Viajó por Europa, y posteriormente se asentó en San Antonio, Texas, pudiendo regresar después al país.
Presidió la Asociación de Diputados Constituyentes. Vivió sus últimos años en la Ciudad de México en donde murió el 19 de octubre de 1948.